# La Aclamación
La Aclamación foi um movimento político venezuelano de 1906 que levou Cipriano Castro a reassumir a presidência da Venezuela.

## Antecedentes

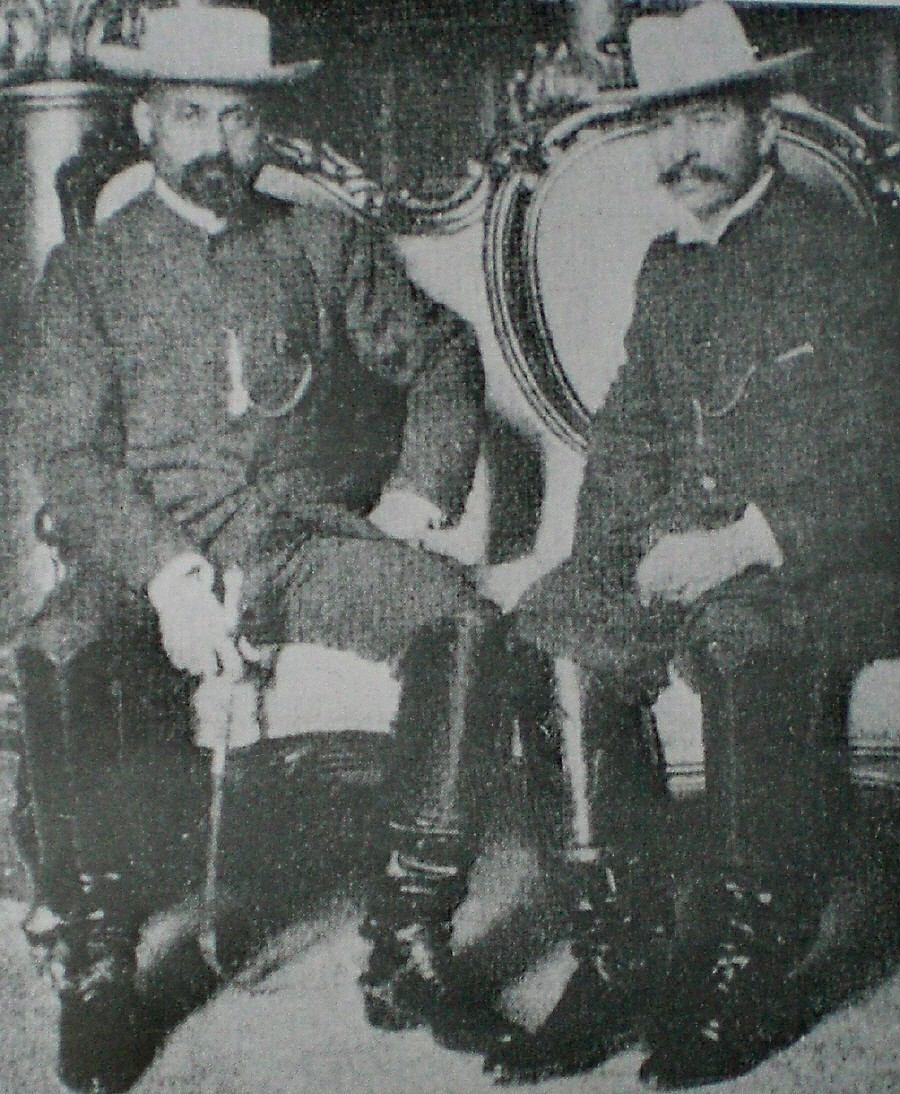
Cipriano Castro e Juan Vicente Gómez na Casa Amarela de Caracas em 1900.

Derrotando a Revolução Libertadora e consolidando o regime da restauração liberal com a promulgação da Constituição de 1904, Cipriano Castro começa a desconfiar do seu vice-presidente Juan Vicente Gómez e decide armar-lhe uma cilada.

## Fatos
Em 4 de abril de 1906, Cipriano Castro anunciou que estava abandonando temporariamente a presidência por motivos de saúde, assim Juan Vicente Gómez assumiu o cargo, enquanto Castro se retirou para La Victoria.
A verdadeira aspiração de Castro era fazer com que Gómez tentasse ficar com a presidência definitivamente, com a intenção de que o povo o aclamasse e pedisse seu retorno. O governo divide-se entre gomecistas e castristas, estes últimos lançam a partir de La Victoria, uma campanha de imprensa acusando Gómez de querer ocupar o poder de forma permanente e conclamando Castro a reassumir a presidência.
Juan Vicente Gómez, usando sua habilidade política, constantemente envia relatórios detalhados de suas decisões como chefe de Estado a Cipriano Castro. Por ocasião da celebração do 23 de maio, aniversário do início da Revolução Liberal Restauradora, Castro publicou seu manifesto "Ofrenda a mi patria", no qual afirmava não ter nenhuma intenção de voltar ao poder. A publicação dessa carta fez com que o presidente do estado de Aragua, Francisco Linares Alcántara Estévez, organizasse um desfile em apoio a Castro. Diferentes municípios do país começaram a enviar longas listas de assinaturas a La Victoria pedindo o retorno de Castro, também criando uma Junta de Aclamação para dar um caráter institucional ao movimento.
Juan Vicente Gómez, ciente da manobra, viajou a La Victoria com Félix Galavís e reuniu-se com Castro pedindo-lhe que voltasse à presidência, selando assim a reconciliação oficial. Em 11 de junho de 1906, Cipriano Castro, perante o Conselho Municipal e delegados da Junta de Aclamação, reunidos em La Victoria, prometeu reassumir a presidência em 5 de julho. Seu retorno a Caracas foi motivo de comemorações espetaculares em todo o país.